# Rinorea nhatrangensis
Rinorea nhatrangensis är en violväxtart som beskrevs av François Gagnepain. Rinorea nhatrangensis ingår i släktet Rinorea och familjen violväxter. Inga underarter finns listade i Catalogue of Life.